# Massif du Carlit
Le massif du Carlit, ou massif du Carlitte, est un massif de montagnes de la chaîne des Pyrénées se situant en France à la limite entre l'Ariège et les Pyrénées-Orientales (régions de la Cerdagne et du Capcir) au nord-ouest de Font-Romeu-Odeillo-Via.

## Toponymie

### Formes du nom
Bien que l'on trouve déjà mentionnée dans le cartulaire de Sant Cugat une personne nommée Guillem de Cardid au XIe siècle, la première écriture du nom du massif se retrouve en 1175 avec l'appellation de Cardid dans une charte de concession de pacages dans le massif réalisée par un dénommé Petrus Domenova en faveur de l'abbaye cistercienne de Santes Creus, en Catalogne. Du XIIe au XIVe siècle, les noms utilisés sont Cardid et Cardit .
Selon les époques le nom change, on retrouve ainsi en 1845 le nom de Carlit, et en 1850 l'écriture bien plus souvent employée durant cette période de Carlitte.
En 1912, dans le Bulletin pyrénéen, il est mentionné « l'orthographe classique est Carlitte, la prononciation locale est Carlit et le « t » très bref prononcé, à peine ébauché, n'a rien de la consonne traînante et gasconne qu'appellerait la vieille orthographe. Il nous semble donc plus normal d'écrire Carlit. » Cependant, la forme Carlitte semble être une transposition française de la prononciation catalane, plus proche de Cardid, première forme attestée par les chartes médiévales. Dans le dictionnaire géographique et administratif de la France et des colonies publié en 1890, on retrouve bien les écritures de Carlitte et Corlitte.

### Étymologie
Le nom de Carlit est constitué de la racine pré-indo-européenne kar, désignant la pierre, et que l'on retrouve notamment dans une soixantaine de toponymes des Pyrénées-Orientales, souvent sous la forme quer. Elle est suivie d'un premier suffixe ancien, -d, auquel s'est ajouté le diminutif latin -ittum. Le nom pourrait donc avoir le sens de pierrailles ou éboulis et pourrait désigner aussi bien les ensembles d'éboulis du versant ouest que le plateau pierreux que l'on trouve au sud en direction de l'église Saint-Martin d'Envalls et qui porte le nom de Ras de Carlit, lui-même traversé par un cours d'eau, le rec de Carlit.

## Géographie

### Topographie

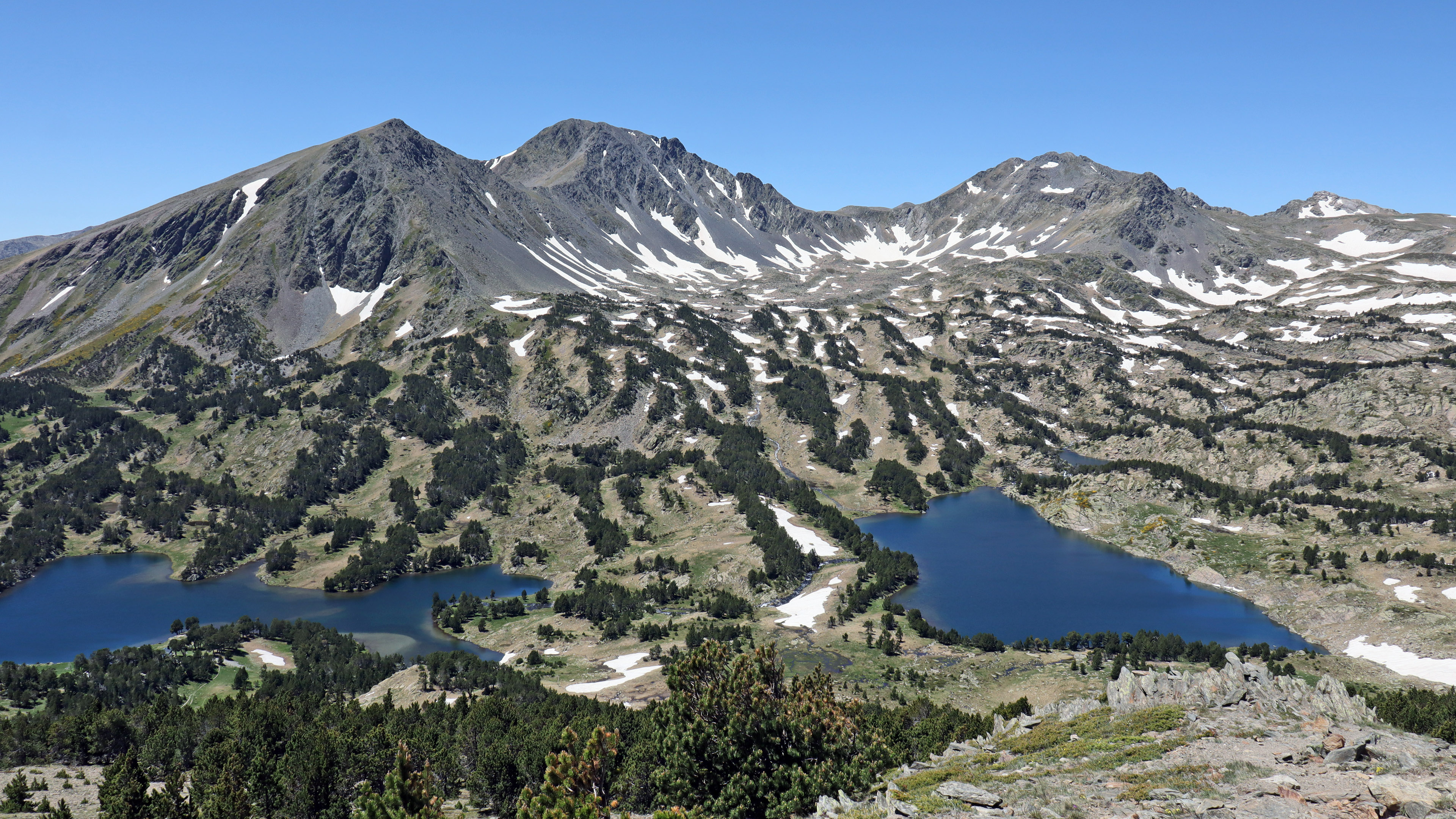
El Petit Peric, puig Peric, puig de la Portella Gran, puig de Camporells.

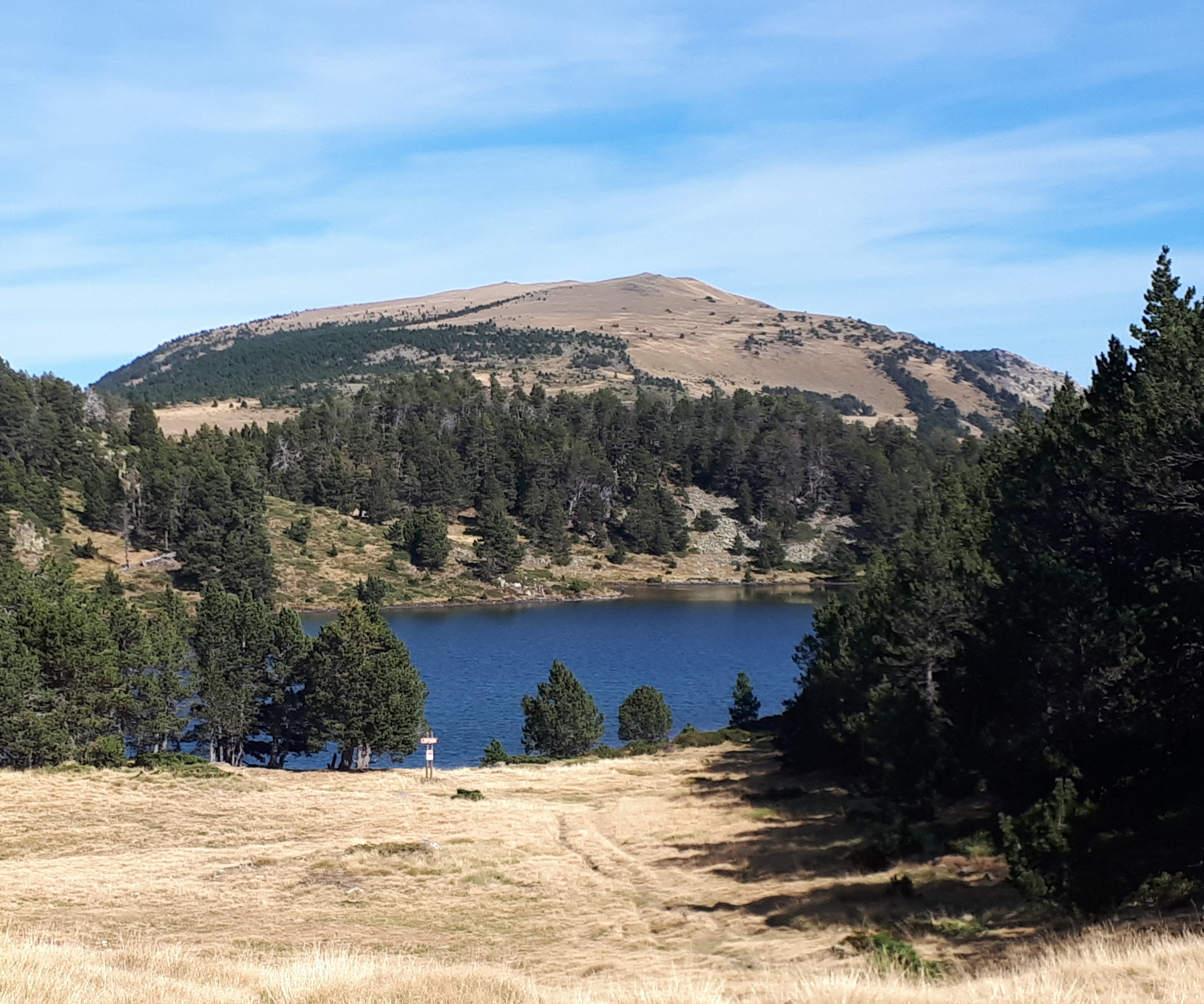
Puig del Pam (2470 m), sur le secteur est du massif du Carlit.

Ce massif granitique, essentiellement dans le département des Pyrénées-Orientales (région Occitanie), domine les bassins supérieurs de l'Ariège, de l'Aude, de la Têt et du Sègre de Carol et forme ainsi une séparation naturelle. Le point culminant du massif est le pic Carlit, haut de 2 921 mètres d'altitude. Au sud-est du massif s'étend le grand désert de Carlitte, dont les eaux se déversent dans le Têt, et la Sègre d'Angoustrine.
Le massif du Carlit est constitué des pics du Petit Péric et Grand Péric, du pic des Camporeils et du pic Carlit.
La région du lac des Bouillouses et des lacs et étangs du Carlit est située au centre du massif du Carlit. Elle est classée site naturel.

### Hydrographie

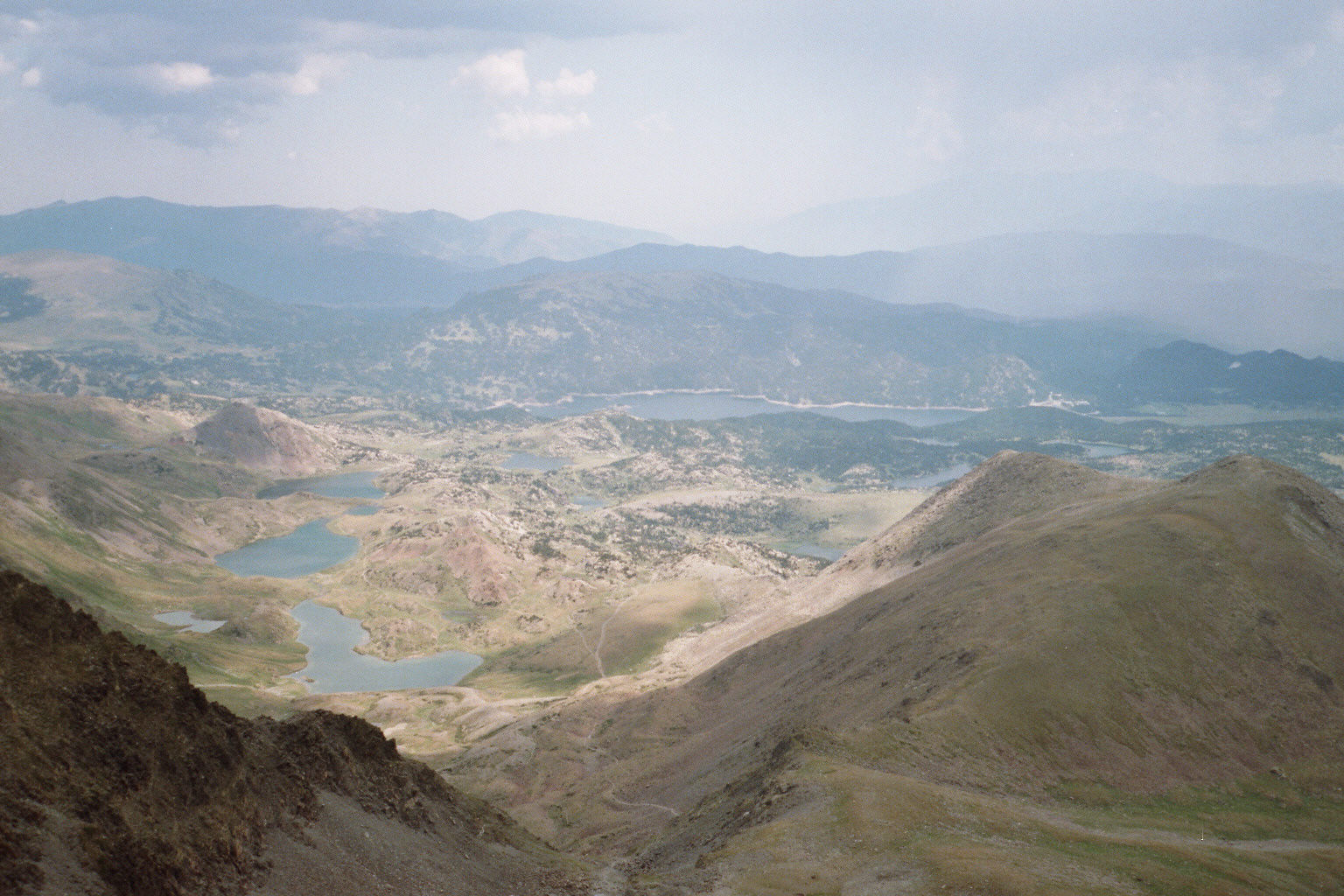
La vue des lacs et étangs autour des Bouillouses, depuis le sommet du Carlit.

Le massif Carlit est complexe. Deux lits d'anciens glaciers occupent le lit principal du glacier d'origine, l'un envoyant une partie de ses eaux vers le Rio Sègre donc vers l'Èbre, l'autre bifurquant en direction du bassin de l'Aude.
Ainsi quatre cours d'eau aux destins contraires se retrouvent à prendre source sur le massif : deux fleuves côtiers, la Têt et l'Aude, une rivière franco-espagnole, le Sègre (bassin de l'Èbre), et une rivière française, l'Ariège (bassin de la Garonne, versant Atlantique). Le Carlit est la réserve d'eau du département des Pyrénées-Orientales. Le massif, désertique, est intéressant pour son réseau hydraulique et ses étangs d'altitude. En effet, la Têt traverse tout le département d'ouest en est trouvant son embouchure dans la mer Méditerranée, parcourant ainsi plus de 120 kilomètres.
Le réseau hydraulique est composé de deux barrages : un au Bouillouses (barrage hydroélectrique) et l'autre sur le Vinça (barrage-réservoir). Tous les lacs et étangs présents sur le massif ont l'allure de cuvettes fermées tout autour par des collines plus ou moins élevées. Ils sont tous alimentés par les neiges hivernales, et ils communiquent en majorité entre eux. Les lacs sont profonds.

### Géologie

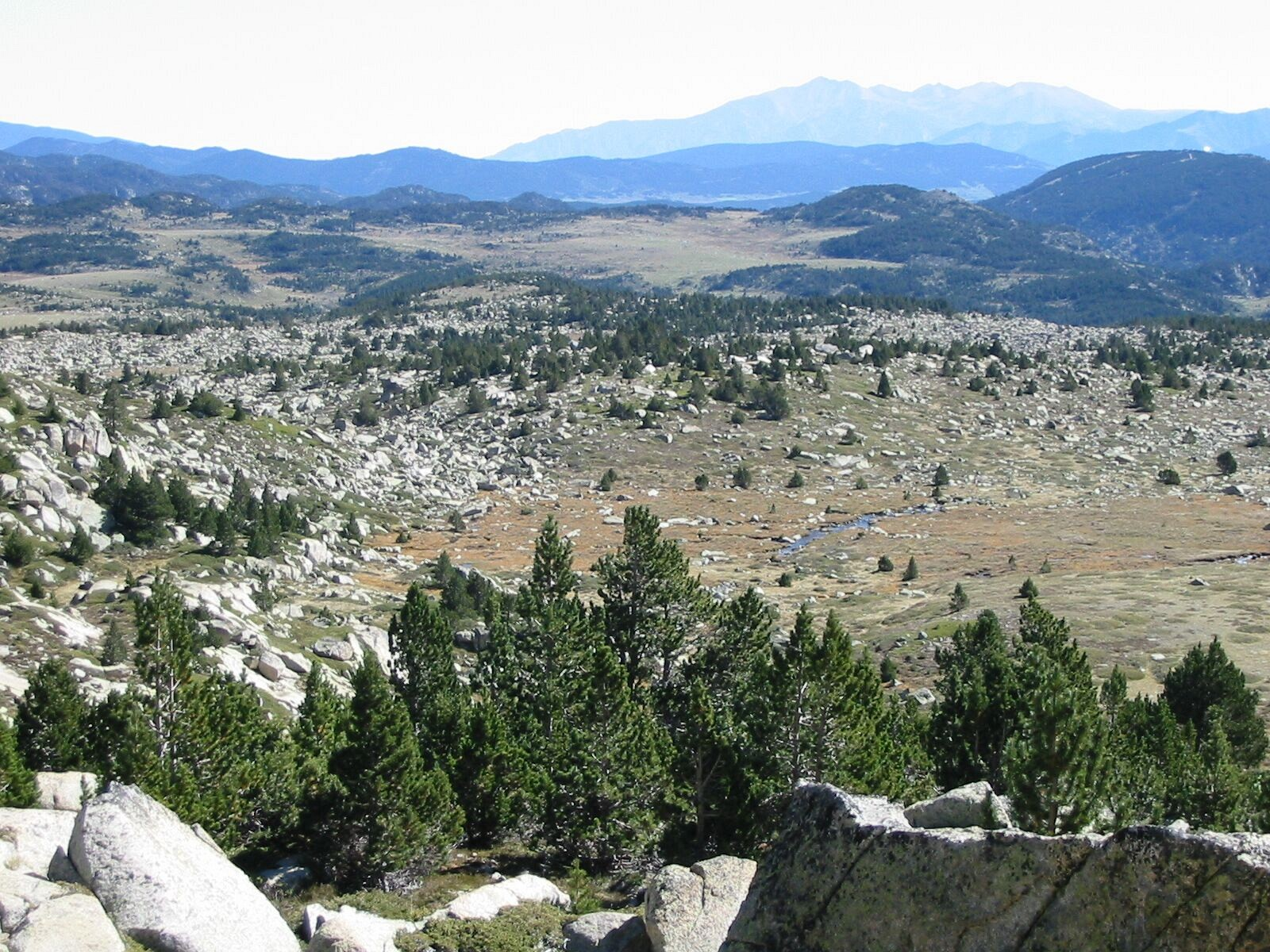
Désert du Carlit. Au loin, le Canigou.

Le massif est de taille modérée par rapport aux grands ensembles des Pyrénées centrales (point culminant à 2 921 mètres d'altitude). De manière générale l'ère paléozoïque a profondément modelé le massif et les événements froids du Quaternaire ayant favorisé l'accumulation de la neige ont modelé les reliefs, alors que les plaines s'érodent. Le désert du Carlit en est un bel exemple.

### Climat
Le massif du Carlit doit sa particularité à sa position charnière entre les influences océanique et méditerranéenne. Il est plus exposé aux flux humides dominants de nord-ouest que les massifs méridionaux comme le Canigou.
Du fait de son altitude, sa morphologie variable et son emplacement entre deux influences, le massif a la caractéristique de posséder deux climats distincts :
- climat méditerranéen à tendance continentale en dessous de 2 000 mètres d'altitude ;
- climat subocéanique froid au-dessus de 2 000 mètres d'altitude[11].

### Faune et flore
Compte tenu des deux climats présents sur le massif, la faune et la flore varient en fonction du lieu où l'on se trouve.

#### Faune
Avec ses lacs et ses étangs, une grande variété de poissons est présente. On y recense entre autres des truites fario et arc-en-ciel. Chaque année, des alevinages sont réalisés pour soutenir la reproduction. La pêche est soumise à régulation.
En 2018, le Conservatoire des espaces naturels du Languedoc-Roussillon (CEN LR) recense, au sein de la zone naturelle d'intérêt écologique, faunistique et floristique (ZNIEFF) de type 1 « massif du Carlit », des observations sur les précédentes décennies du Loup gris, de l'Aigle royal, du Grand-duc d'Europe, du Circaète Jean-le-Blanc, du Faucon pèlerin, du Lagopède alpin, de la Perdrix grise des Pyrénées et du Grand Tétras.
L'Inventaire national du patrimoine naturel a recensé entre autres en décembre 2021 la présence du Desman des Pyrénées et du Chabot commun ainsi qu'une vingtaine d'espèces d'oiseaux au sein de la zone Natura 2000 à laquelle appartient ce massif.

#### Flore
Le 11 décembre 2015, un arrêté établi par la ministre de l'Écologie, du développement durable et de l'Énergie et le ministre de la Défense, concernant la région Capcir, Carlit et Campcardos place la zone sous la protection réseau Natura 2000. Cette mesure pour objectif de maintenir la diversité biologique des sites concernés.

## Histoire
Le désert de Carlit a été acheté en 1877 par le département des Pyrénées-Orientales, et en a conservé la propriété des eaux.

## Randonnées

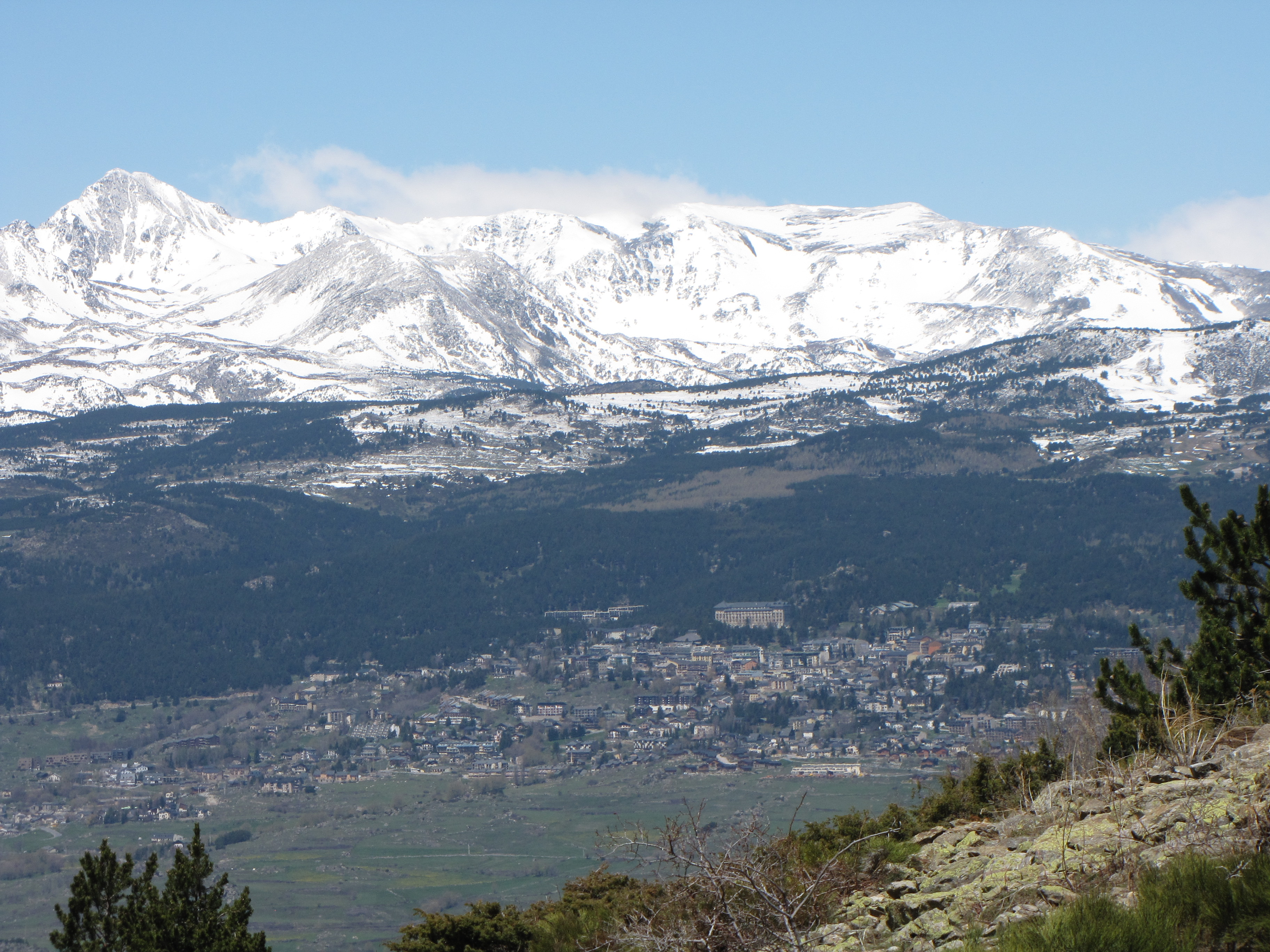
Le massif du Carlit. Font-Romeu en contrebas.

Le désert du Carlit et le lac des Bouillouses sont un site naturel classé depuis le 24 juin 1976. Depuis les années 2000, le conseil départemental des Pyrénées-Orientales s'évertue à protéger ce patrimoine par un plan de contrôle de la fréquentation touristique.
La circulation en période estivale étant réglementée avec un système de navettes depuis le Pla de Barrès, il est de rigueur, aux autres saisons, de stationner sur l'aire prévue au pied du barrage, si la route est ouverte depuis le Pla des Aveillans. Il est aussi possible de venir à pied au pied du lac des Bouillouses par : 
- la station de Font-Romeu, secteur de la Calme (1 h 30 à 2 h 0 de marche) ;
- la vallée d'Angoustrine (3 h 0 de marche) ;
- le Pla de Barrès (3 h 20 de marche) ;
- la station de Formiguères (6 h 30 de marche) ;
- Porté-Puymorens, le lac du Passet (8 h 0 de marche).

Trois auberges sont présentes au pied du lac.
Depuis le barrage hydroélectrique du lac des Bouillouses, ce sont plus de 60 kilomètres de sentiers balisés et entretenus situés sur la zone.
Divers itinéraires et perspectives de randonnées permettent de partir à la découverte du massif, comme les randonnées de : 
- l'anneau de la Pradeille (niveau facile, 1 h 30 de marche, itinéraire balisé) ;
- les étangs des Esquits, vue sur 3 lacs (niveau facile, 2 h de marche en forêt, itinéraire balisé) ;
- désert du Carlit, vue sur 13 lacs (niveau moyen à difficile, 5 h de marche, itinéraire balisé) ;
- la boucle des lacs ou étangs du Carlit avec deux variantes de 9 ou 12 lacs (niveau moyen à difficile, entre 2 h 30 et 5 h de marche, itinéraire balisé) ;
- la ronde du lac d'Aude (niveau moyen à difficile, 4 h de marche)[17],[18].

## Légende
Sur les plateaux du massif, plus de 60 lacs et étangs sont dénombrés du Pla de la Bouillouse au Pla de Barrès. Ce dernier serait le fond d'un grand lac qui selon la légende se serait effondré durant le IXe siècle : « Étonnés du grand nombre de cavités remplies d'eau qui parsèment le massif de Carlitte, les montagnards en avaient jadis conclu que tous ces lacs étaient les restes non encore évaporés de l'ancienne mer du déluge ; sur l'un des sommets, le puy de Prigue, ils montraient l'emplacement où s'était arrêtée l'arche et où l'anneau d'amarrage avait été scellé. »
Une autre légende de la fin du XIXe siècle ou du début du XXe siècle, apporte une autre idée sur l'apparition des lacs. Cette croyance est rapportée par Marcailhou d'Aymeric au bulletin de la Société de géographie de Toulouse le 7 avril 1913 sous le titre À travers les sommets d'Ax-les-Termes à Thuez : « Satan excursionnant de par le monde, franchissant les monts de ses ailes puissantes, calcula mal son vol et tomba si malencontreusement qu'il s'empala sur la dent d'Orlu. Se dégageant, avec effort, mais tout saignant de sa blessure, il arriva sur le Carlitte où il trouva un superbe miroir, oublié là par Vénus en bonne fortune. Furieux de s'y voir si voir laid, il le prit et le lança vers le ciel. Le miroir retomba brisé en dix-huit morceaux. Ces débris formèrent les dix-huit lacs du massif, reflet de la beauté des grâces de la reine des amours. Et le manche du miroir, planté en terre, se développa, s'affina, s'effila, et devint le sanctuaire de la Vierge de Saint-Romeu. »